# Les Piqueurs de fûts
Les Piqueurs de fûts byl francouzský němý film z roku 1901. Režisérem byl Georges Méliès (1861–1938). Film je považován za ztracený.

## Děj
Dva zloději se vloupají do skladu vinice. Objeví zde dlouhou řadu sudů s vínem, které vzápětí ochutnají. V jejich činnosti je vyruší dva hlídači, které popadnou a hlavou dopředu hodí do sudů. Na místo přichází policista, který si hlídače splete s lupiči a zatkne je.